# Historia de Piedras Negras
La historia de Piedras Negras (ciudad que se localiza al norte del estado de Coahuila, que a su vez se halla al norte de México) inicia en el siglo XIX, cuando los primeros pobladores llegaban a la región. Se convirtió en una ciudad próspera, con una economía pujante. La explotación del carbón en el subsuelo, la instalación de dos plantas termoeléctricas, la llegada de maquiladoras, de empresas del ramo de las bebidas y el turismo del sur de Texas han proporcionado un crecimiento sostenido a la ciudad.

## Presidio de Monclova Viejo
Entre los antecedentes de la fundación de Piedras Negras, se encuentra el Presidio de Monclova Viejo, el asentamiento más antiguo del municipio. Este presidio se creó en marzo de 1773 como parte de un plan para defender de los ataques de apaches a los primeros pobladores de Nueva Vizcaya, Coahuila y Sonora.
Hugo O'Connor, comandante inspector de presidios, fue quien diseñó la estrategia para proteger a los pobladores, la cual consistía en reubicar algunos presidios. En el Presidio de Santiago de la Monclova (hoy Monclova) dejó solo la mitad de la fuerza militar; el resto lo reubicó en un nuevo Presidio de Monclova Viejo, ubicado 250 km al norte, alrededor de la loma de El Moral, a unos kilómetros de la confluencia del río San Rodrigo con el río Bravo. Por causas inexplicables, O'Connor lo llamó Presidio de Monclova Viejo, en lugar de Monclova Nuevo, considerando lo posterior de su fundación en relación con el Presidio de Santiago de la Monclova, instalado 96 años atrás. Para 1776, el Presidio de Monclova Viejo había cumplido con su objetivo: expulsar a los apaches hacia el Oeste.

## Guerra de intervención estadounidense
El estado de Coahuila y Texas se separó en 1836, y se crearon así el estado mexicano de Coahuila y la República de Texas. El Tratado de Velasco, en donde se acordaba que el límite entre México y Texas era el Río Bravo, fue firmado por Antonio López de Santa Anna; sin embargo, el presidente de México, José Justo Corro, no aceptó el tratado debido a que Santa Anna no tenía poder legal para firmar el tratado, ya que se encontraba en calidad de prisionero y no como general. El territorio entre el río Bravo y el río Nueces continuó en disputa por parte de México. El 13 de mayo de 1846 Estados Unidos declaró la guerra a México por invadir su territorio. Esta guerra es conocida como la guerra de intervención estadounidense.
Al finalizar la guerra, los presidios existentes pasaron a formar parte de las colonias militares. Entre la Colonia de Guerrero y la Colonia de Monclova Viejo existía un camino que pasaba por un sitio al que la gente llamaba Paso de piedras negras, debido a la gran cantidad de carbón que existía en la superficie. Para proteger a los nuevos pobladores del sur de Texas, se construyó el Fuerte Duncan en 1849. Fue entonces que el "Paso de piedras negras" empezó a recibir visitantes del vecino país.

## Fundación de Villa de Herrera
Un grupo de colonos procedentes de la Villa de Guerrero se establecieron por su propia cuenta en el "Paso de piedras negras" en abril de 1850. Decidieron agregar el territorio a la Villa de Guerrero.
El 15 de junio de 1850, ante el subinspector, coronel Juan Manuel Maldonado, los 56 vecinos solicitaron la fundación de la villa, con el nombre de Villa de Herrera, en honor de don José Joaquín de Herrera, presidente de la República. Se eligió, por mayoría de votos, a don Luciano de la Cerda como alcalde, y a don Antonio Arredondo como síndico personero, según consta en el acta de fundación de la ciudad, firmada por 34 vecinos.

## Colonia Militar de Guerrero
El 14 de agosto de 1850, la Comandancia General de las Colonias Militares de Oriente estableció una Colonia Militar en el "Paso de piedras negras", la cual se denominó Colonia Militar de Guerrero en Piedras Negras, y se dejó a la Villa de Herrera totalmente fusionada y bajo el mando del Capitán 1.º, José María Andrade.

## Villa de Piedras Negras
En agosto de 1855 se suprime la Colonia Militar, y la población vuelve a la vida civil. Al crearse la Villa de Piedras Negras, la Aduana Fronteriza de la Villa de Guerrero reubicó en la Villa de Piedras Negras.
En esa época, además de múltiples incidentes con los militares del Fuerte Duncan, la Villa de Piedras Negras sufrió invasiones de filibusteros texanos que incendiaron y saquearon la población. La Segunda Intervención Francesa en México acercó las tropas imperialistas que invadieron Piedras Negras, pero fueron expulsadas por las fuerzas leales al presidente Benito Juárez.[cita requerida]
En 1883, el ferrocarril llegó con la empresa Ferrocarril Internacional Mexicano, el cual contribuyó al desarrollo de la localidad debido a la comunicación que brindó con ciudades de Texas, de Coahuila y del país.

## Ciudad Porfirio Díaz
Un grupo de vecinos solicitaron al gobernador José María Garza Galán que Villa de Piedras Negras se ascendiera a la categoría de ciudad. El gobernador le recomendó a la comisión de vecinos entrevistarse con el presidente de la República, Porfirio Díaz, con su solicitud para el nuevo nombre. En la capital del país, Díaz aceptó la propuesta y prometió varias obras, entre ellas la presidencia municipal, la aduana, un puente nuevo y alumbrado público.
El 1 de diciembre de 1888, la Villa de Piedras Negras adquirió la categoría de ciudad, con el nombre de Ciudad Porfirio Díaz, en honor del presidente de la República.
El 10 de septiembre de 1890, la población sufrió su primera inundación. Aunque no hubo víctimas, Villa de Fuente, municipio cercano a Ciudad Porfirio Díaz, no pudo sobreponerse a esta catástrofe, y desapareció como municipio independiente en 1894.

## Revolución Mexicana
Francisco I. Madero empezó a proclamar los ideales democráticos de su libro La sucesión presidencial en 1910 en varias ciudades del país, y en diciembre de 1909, inició su campaña antirreeleccionista. Sin embargo, fue aprehendido en Monterrey el 7 de junio de 1910 por los porfiristas y encarcelado en San Luis Potosí. Esta actitud de imposición desagradó a muchos, por lo que Madero se vio en la necesidad de formar el Plan de San Luis para convocar a la gente a la lucha armada.
Madero escapa de prisión y se dirige a San Antonio, Texas, desde donde hizo circular el plan entre sus conocidos y desde allí organizó los cuadros de mando para los levantamientos en el norte del país.
El 20 de noviembre de 1910, Madero llega a Piedras Negras para encabezar la Revolución mexicana. Ese día sus seguidores tomaron Ocampo y el cuartel de Gómez Palacio. Madero se retiró y entró de nuevo al país por Ciudad Juárez, en donde los combates habían tenido más éxito.
La revolución triunfante en muchas partes del país obligó a Díaz a reunciar y embarcarse con destino a Europa. El 6 de noviembre de 1911, Madero ascendió a la presidencia por voto popular.
Con la caída del Porfiriato, el gobernador del Estado de Coahuila, Venustiano Carranza, decretó el 14 de diciembre de 1911 que la ciudad regresara a su antiguo nombre de Piedras Negras.
Madero no prosperó en el poder, fue traicionado y aprendido por Victoriano Huerta, y ejectuado días después. Esto provocó que se Carranza se rebelara, creando en marzo de 1913 el Ejército Constitucionalista, del cual, Piedras Negras fue el Cuartel General del 19 de abril hasta el 15 de julio, teniendo como sede el edificio de la Aduana Fronteriza. En el taller La Maestranza, donde se reparaban componentes ferroviarios, se construyeron los cañones que le dieron la victoria en 1914.

## Inundaciones
Debido a su cercanía al río Bravo, Piedras Negras sufrió de 2 inundaciones. La primera el 2 de septiembre de 1932 y la segunda el 28 de junio de 1954, en la cual se perdieron más de 60 vidas. Actualmente existe una colonia llamada "28 de junio" en donde la gente reinició su vida después de la inundación de 1954.
Así mismo la inundación del 4 de abril de 2004 en Villa de Fuente , dejó un saldo de 38 muertes y 80 desaparecidos, así como millones de pesos en daños.
El 24 de abril de 2007, un tornado F4 azotó a Piedras Negras, especialmente en el sector de Villa de Fuente y los sectores aledaños, dejó un saldo de 3 muertes.
En julio del 2010, los estragos del huracán Alex, dejaron incomunidado la mayor parte del estado, incluyendo Piedras Negras, cabe mencionar que el Licenciado José Manuel Maldonado Maldonado Presidente Municipal de Piedras Negras murió en un accidente areo el 7 de julio de 2010, junto con otras 7 personas, entre las que iban el Ing Horacio del Bosque Davila (Secretario de Obras Públicas del Estado), el Ing Ricardo Garza Bermea (director de Protección Civil Municipal) y el Fotógrafo Municipal David Rey Chavira, cuando sobrevolavan la presa "La Fragua" cerca de la ciudad.
El 14 de junio de 2013 , en la mañana la ciudad fue sorprendida, ya que una fuerte lluvia que se prolongó toda la mañana hasta mediodía dejó inundada a gran parte de la ciudad, incluso colonias que nunca se habían visto afectadas por estos acontecimientos. Nuevamente en la noche y toda la madrugada del 15 de junio la ciudad volvió a tener más lluvias, subiendo los niveles del agua ya acomulada del día anterior. El saldo fue de 1 persona fallecida y 40 mil damnificados.

## Nachos
En 1934 los famosos "Nachos" fueron creados en un restaurante de esta localidad fronteriza. En 1995 se declaró oficialmente "Cuna del Nacho".
La historia cuenta que en la ciudad de Piedras Negras, Coahuila, en un pequeño restaurante llamado El Moderno, llegaron varias esposas de militares estadounidenses después de haber cerrado el restaurante, entonces el mesero, Ignacio Anaya, les preparó ingeniosamente un platillo con lo poco que tenía disponible: totopos y queso. La historia de su origen varía en esta ciudad, pero se sabe que una de las personas en la mesa aquel día pregunto al mesero, ¨¿Cómo se llama?¨ (el platillo) el mesero respondió con su nombre (o más bien apodo) ¨Nacho¨. El platillo fue incrementando su fama, y simplemente le pusieron el nombre de Nacho. Cuando la gente quería el platillo, sólo decía "quiero unos nachos".
Debido a que son fáciles de elaborar y se pueden personalizar a gusto, los nachos se volvieron populares en gran parte del mundo, particularmente en los Estados Unidos.
También puedes visitar la página "Historia de Piedras Negras, Coahuila del
Historiador Rigoberto Losoya Reyes
https://sites.google.com/site/piedrasnegrashistoria/Home Archivado el 24 de abril de 2010 en Wayback Machine.

## Presidentes Municipales
| Lugar | Nombre                                                    | Periodo           |
| ----- | --------------------------------------------------------- | ----------------- |
| 01    | Severo Barrera                                            | 1870 - 1871       |
| 02    | Francisco Perea                                           | 1881              |
| 03    | Ignacio Morelos Zaragoza                                  | 1882 - 1883       |
| 04    | Manuel Valdés                                             | 1888, 1897 - 1898 |
| 05    | Rafael Múzquiz                                            | 1889              |
| 06    | Mauricio Rodríguez                                        | 1893, 1904        |
| 07    | Coronel Fructuoso García                                  | 1894 - 1897       |
| 08    | Hilario Delgado                                           | 1898 - 1899       |
| 09    | General José E. Santos                                    | 1901 - 1903, 1905 |
| 10    | Doctor Lorenzo Cantú                                      | 1909              |
| 11    | Nicanor Valdés                                            | 1911              |
| 12    | Felipe Rodríguez                                          | 1913              |
| 13    | General Zeferino Gutiérrez                                | 1914              |
| 14    | Felipe García                                             | 1916 - 1917       |
| 15    | Cayetano Arredondo                                        | 1918              |
| 16    | Adolfo Mondragón                                          | 1919 - 1920       |
| 17    | Hermilo Calderón                                          | 1921 - 1922       |
| 18    | Claudio Mario Bres Jaúregui                               | 1923 - 1924       |
| 19    | Teniente coronel Ignacio Riza                             | 1924 - 1925       |
| 20    | Cipriano de los Santos                                    | 1925 - 1926       |
| 21    | Daniel T. Farías                                          | 1927 - 1928       |
| 22    | Andrés Garza                                              | 1928 - 1930       |
| 23    | Pedro Martínez Pérez                                      | 1930              |
| 24    | Arnulfo Pérez Treviño                                     | 1931 - 1932       |
| 25    | Bernardo Romero                                           | 1933              |
| 26    | Licenciado Margarito Arizpe R.                            | 1933-1934         |
| 27    | Profesor Juan García Hernández                            | 1934 - 1936       |
| 28    | Antonio Reyes                                             | 1939              |
| 29    | Julio Díaz Pérez                                          | 1939 - 1940       |
| 30    | Raúl de Luna Fisher                                       | 1940 - 1942       |
| 31    | Lic. César Augusto Valdés Hdz.                            | 1942 - 1945       |
| 32    | Abraham González López                                    | 1945 - 1948       |
| 33    | Profesor Gabriel Rentería Velazco                         | 1948 - 1951       |
| 34    | Rolando González González                                 | 1951 - 1954       |
| 35    | Licenciado José Víctor Villarreal                         | 1954 - 1957       |
| 36    | Juan Lobo Goribar                                         | 1957 - 1960       |
| 37    | Capitán Ramiro Peña Guerra                                | 1960 - 1963       |
| 38    | Daniel Hernández Medrano                                  | 1963 - 1966       |
| 39    | David Cárdenas Valdés                                     | 1966 - 1969       |
| 40    | Lic. José Ramírez Mijares                                 | 1969 - 1972       |
| 41    | Ing. Elías Sergio Treviño Earnshaw                        | 1972 - 1975       |
| 42    | Tomás de los Santos Medina                                | 1975 - 1978       |
| 43    | Humberto Acosta Orozco                                    | 1978 - 1981       |
| 44    | Humberto Uribe Flores                                     | 1981 - 1984       |
| 45    | Lic. Carlos Juaristi Septién                              | 1984 - 1987       |
| 46    | Lic. Santiago Elías Castro Escobedo                       | 1987 - 1989       |
| 47    | Ing. Elías Sergio Treviño Earnshaw (Interino)             | 1989 - 1990       |
| 48    | Lic. Rito Valdés Salinas                                  | 1990 - 1993       |
| 49    | Lic. Ernesto Vela del Campo                               | 1993 - 1996       |
| 50    | Lic.Claudio Mario Bres Garza                              | 1996 - 1999       |
| 51    | Lic.Urbano Santos Benavides                               | 1999 - 2002       |
| 52    | C. Claudio Mario Bres Garza                               | 2002 - 2005       |
| 53    | Ing. Mario Antonio Rincón Arellano (Interino)             | 2005              |
| 54    | Lic.Jesús Mario Flores Garza                              | 2005 - 2008       |
| 55    | Lic. Raúl Alejandro Vela Erhard (Interino)                | 2008 - 2009       |
| 56    | Lic.José Manuel Maldonado Maldonado                       | 2010              |
| 57    | Contador Público Oscar Fernando López Elizondo (Interino) | 2010 - 2013       |
| 58    | Lic. Fernando Purón Johnston                              | 2014 - 2017       |
| 59    | Lic.Sonia Villarreal Pérez                                | 2018              |
| 60    | C. Claudio Mario Bres Garza                               | 2019 - 2021       |
| 61    | Lic. Norma Lucille Treviño Galindo                        | 2022-2024         |